# Saint-Pierre-la-Bourlhonne
Saint-Pierre-la-Bourlhonne ist eine französische Gemeinde mit 135 Einwohnern (Stand: 1. Januar 2022) im Département Puy-de-Dôme in der Region Auvergne-Rhône-Alpes (vor 2016 Auvergne). Saint-Pierre-la-Bourlhonne gehört zum Arrondissement Ambert und zum Kanton Les Monts du Livradois (bis 2015 Olliergues). 

## Weblinks

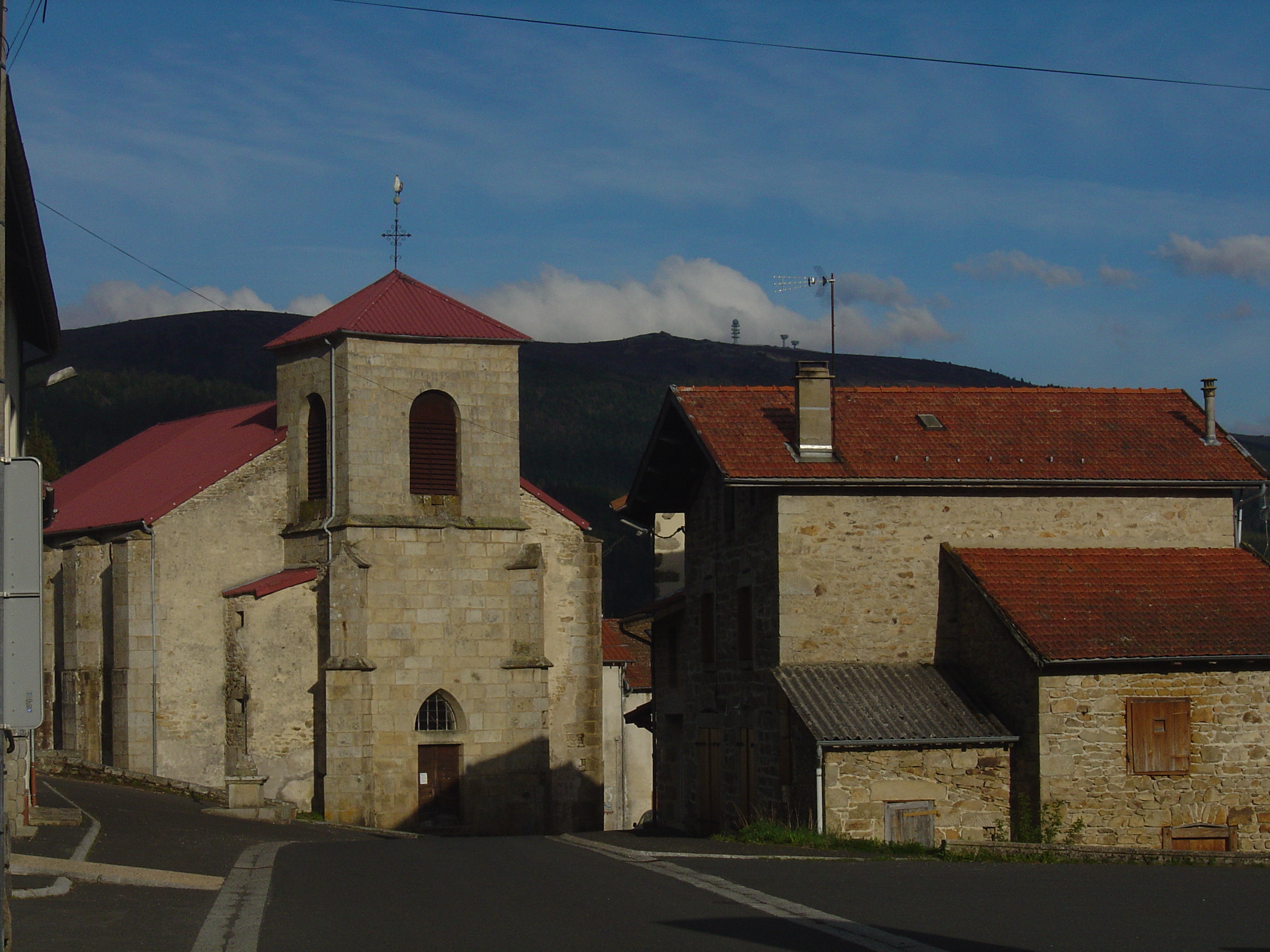
Kirche Saint-Pierre

## Lage
Saint-Pierre-la-Bourlhonne liegt etwa 53 Kilometer ostsüdöstlich von Clermont-Ferrand im Regionalen Naturpark Livradois-Forez. An der nördlichen Gemeindegrenze verläuft das Flüsschen Gérize, das zur Dore entwässert. Umgeben wird Saint-Pierre-la-Bourlhonne von den Nachbargemeinden Le Brugeron im Norden, Chalmazel im Osten, Job im Süden, Vertolaye im Süden und Südwesten sowie Marat im Westen.

## Bevölkerungsentwicklung
| Jahr                       | 1962 | 1968 | 1975 | 1982 | 1990 | 1999 | 2006 | 2013 |
| Einwohner                  | 287  | 262  | 212  | 191  | 183  | 159  | 153  | 127  |
| Quellen: Cassini und INSEE |      |      |      |      |      |      |      |      |

## Sehenswürdigkeiten
- Kirche Saint-Pierre